# Sestao
Sestao est une ville et une commune de Biscaye dans la communauté autonome du Pays basque en Espagne.

## Toponymie
Sestao en basque est Ziztao (lieu dans le bout) Zizta = bout / pointe

## Géographie et économie
Située sur la rive gauche du Nervión, au nord de l'agglomération de Bilbao, la ville compte plus de 30 000 habitants. Elle est principalement centrée sur la sidérurgie avec ACB (Acieras compacta de biscaya), anciennement Altos hornos de Biscaye (groupe Arcelor), et la construction navale, deux industrie en crise, ce qui explique qu'elle connaisse l'un des taux de chômage les plus élevés de la province avec plus de 13 % en 2006.

### Quartiers
Au centre du village se trouve Kasko et aux environs les quartiers d'Aizpuru, Albiz, Azeta, Galindo, Kueto, Markonzaga, La Benedicta, La Iberia, Las Llanas, Los Baños, Rebonza, Simondrogas, Txabarri et Urbinaga

## Personnalités liées à la commune
Diego Mazquiarán Torróntegui dit « Fortuna », matador de taureaux, né à Sestao le 20 février 1895.
Felix Ayo, violoniste virtuose, soliste et fondateur d'I Musici, né le 1er juillet 1933
JOSE MARIA BEDIA 11 de julio 1924 . Futbolista

### Sources et bibliographie
- (es) Cet article est partiellement ou en totalité issu de l’article de Wikipédia en espagnol intitulé « Sestao » (voir la liste des auteurs).
- Robert Bérard (dir.), Histoire et dictionnaire de la Tauromachie, Paris, Bouquins Laffont, 2003, 1056 p. (ISBN 2-221-09246-5)